# Постгендерність
Постгендерність ― це соціальний, політичний та культурний рух, що виник внаслідок ерозії культурної, психологічної та соціальної ролі ґендеру, і є аргументом, чому ерозія бінарного ґендеру буде визвольною.
Постгендеристи стверджують, що гендер є довільним і непотрібним обмеженням людського потенціалу, і передбачають усунення мимовільного психологічного гендерного відношення до людського виду в результаті соціальних та культурних ознак та шляхом застосування нейротехнологій, біотехнологій та допоміжних репродуктивних технологій.
Прихильники постгендерності стверджують, що наявність гендерних ролей, соціальної стратифікації та гендерних відмінностей, як правило, йде на шкоду окремим людям і суспільству. З огляду на радикальний потенціал для вдосконалених допоміжних репродуктивних способів, постгендеристи вважають, що секс для репродуктивних цілей або застаріє, або всі люди матимуть можливість, якщо вони так вирішать, переносити вагітність, термін «батько» дитини зникне, що, на думку постгендеристів, могло б призвести до усунення потреби в певних статях у такому суспільстві.

## Культурне коріння
Постгендерність як культурне явище сягає корінням у фемінізм, маскулізм, поряд з андрогінією, метросексуальністю/техносексуальністю та трансгендерними рухами. Однак завдяки застосуванню трансгуманістичної філософії постгендеристи задумали потенційні реальні морфологічні зміни для представників людського виду та те, як відтворюватимуться люди у майбутньому в постґендерному суспільстві. У цьому сенсі це відгалуження трансгуманізму, постгуманізму та футуризму.
У XIX столітті ідею, що «люди будуть щасливі, коли чоловіків, ані жінок, не залишиться на світлі» висловив російський філософ Микола Чернишевський.
«Уранія», феміністичний журнал, що публікувався між 1916 і 1940 рр., сприяв скасуванню ґендеру; кожен випуск розпочинався заявою: «В Уранії немає „чоловіків“ чи „жінок“».

Одним з найбільш ранніх виявів постгендерізму була заява Шуламіт Фаєрстоун у книзі 1970 року The Dialectic of Sex:
[Кінцевою метою феміністичної революції має бути, на відміну від першого феміністичного руху, не просто усунення чоловічих привілеїв, а саме розрізнення статі: генітальні відмінності між людьми вже не матимуть культурного значення. Розмноження виду однією статтю на користь обох було б замінено штучним розмноженням: діти народжувались би від обох статей однаково або незалежно; залежність дитини від матері (і навпаки) поступиться місцем залежності від невеликої групи інших людей загалом, а будь-яка неповноцінність по відношенню до дорослих за фізичною силою буде компенсована культурно.
Ще однією важливою та впливовою роботою в цьому напрямку було есе соціалістичної феміністки Донни Харавей «Маніфест кіборга: наука, технологія та соціалістичний фемінізм наприкінці ХХ століття», в книзі «Сіміанс, кіборги та жінки: Відродження природи» Нью-Йорк; Routledge, 1991), с. 149–181. У цій роботі Харавей висловлює аргумент, що жінки звільняться від своїх біологічних обмежень лише тоді, коли відмовляються від репродуктивних зобов'язань. Це висловлювання можна розглядати як таке, що Харавей висловлює віру в те, що жінки досягнуть справжнього звільнення лише після того, як стануть постбіологічними організмами або в постгендерну еру. Однак Харавей публічно заявила, що її використання слова «постгендер» було сприйнято грубо та неправильно.
Джордж Дворський також часто використовує постгендерність для опису різноманітного соціального, політичного та культурного руху, що підтверджує добровільне знищення статі у людському виді шляхом застосування передових біотехнологій та допоміжних репродуктивних технологій. У 2008 році Дворський писав із Джеймсом Хьюзом, що «діадичні гендерні ролі та статевий диморфізм, як правило, йдуть на шкоду окремим людям і суспільству», і що «більша біологічна плинність та психологічна андрогінія дозволять майбутнім людям досліджувати як чоловічі, так і жіночі аспекти особистості».

## Типи
Постгендеристи не є виключно прихильниками андрогінії, хоча більшість вважає, що бажане «змішування» як чоловічих, так і жіночих рис — по суті, створення андрогінних індивідів, які виявляють найкраще з того, що можуть запропонувати чоловіки та жінки з точки зору фізичних та психологічних здібностей та схильності. Те, якими саме є ці риси, є предметом великих дискусій і здогадок.
Постгендерність стосується не лише фізичної статі або її передбачуваних рис. Вона зосереджена на ідеї усунення або виходу за межі гендерних ідентичностей. У традиційній гендерній конструкції людина є або чоловіком, або жінкою, але в постгендерній концепції не є ні чоловіком, ні жінкою, ні будь-якою іншою прийнятою гендерною роллю. Таким чином, індивід у суспільстві не зводиться до гендерної ролі, а є просто агентом людства, який повинен бути визначений (якщо взагалі) своїми діями.
Однак не всі постгендеристи проти того, щоб існували гендерні ролі в тій чи іншій формі; деякі лише аргументують деемфасизацію гендерних ролей. У цій ситуації люди змогли б визначити стать, якби захотіли, але ідентифікація як така не була б обов'язковою, і гендерні ролі мали б незначний стосунок до того, як люди насправді поводяться чи ставляться одне до одного в суспільстві.

## Технології майбутнього
Що стосується потенційних допоміжних репродуктивних технологій, то вважається, що розмноження може продовжувати відбуватись поза звичайними методами, а саме статевим актом та штучним заплідненням. Такі досягнення, як клонування людини, партеногенез та штучна утроба, можуть значно розширити потенціал для розмноження людини.
Багато хто стверджує, що постлюдський простір буде скоріше віртуальним, ніж реальним. Людство може складатись з завантажених розумів, що живуть як моделі даних на суперкомп'ютерах або користувачів, які знурені у віртуальну реальность. Постгендеристи стверджують, що такі типи існування не будуть гендерно-специфічними, що дозволить людям змінювати свою віртуальну зовнішність та сексуальність за бажанням.

## Сексуальність
Постгендеристи стверджують, що безстатеве суспільство не означає існування виду, не зацікавленого в статі та сексуальності. Існує думка, що сексуальні стосунки та міжособистісна близькість можуть існувати і існуватимуть у постгендерному майбутньому, але ця діяльність може набувати інших форм. Наприклад, ця теорія піднімає взаємозв'язок між статтю та такими технологіями, як роль останніх у демонтажі традиційного гендерного порядку. Однак постгендерність не має прямого відношення до фізичної дії сексу або сексуальності. Вважається, що вона пропонує більш егалітарну систему, де люди класифікуються за такими факторами, як вік, талант та інтереси, а не за статтю.

## Фемінізм
У книзі «Діалектика сексу» 1970 року радикальна феміністка Шуламіт Фаєрстоун писала, що відмінності в біологічних репродуктивних ролях є джерелом гендерної нерівності. Фаєрстоун виділила вагітність та пологи, аргументуючи це тим, що штучна матка звільнить «жінок від тиранії їхньої репродуктивної біології».

## Критика
Трансфеміністка Джулія Серано критикує ідею «кінця гендера», вказуючи на її негативний вплив на трансгендерних людей, що з одного боку беруться на озброєння як ті, що «підривають гендерну систему», а з іншого боку, регулярно звинувачуються в зміцненні гендерних стереотипів. На її думку, фемінізм має боротися за «кінець сексизму», а не за «кінець гендеру». При цьому Серано ставить під питання, що слід вважати кінцем гендеру і як саме мало виглядати суспільство без гендеру. Вона ставить питання — «хто вирішуватиме, що є ґендер, а що ні?»

## Романи з постгендерною тематикою
- «Беатріче Шістнадцята» Ірен Клайд[14]
- «2312» Кім Стенлі Робінсон[15]
- «Правосуддя на допомогу» Енн Лекі
- «Відчай» Грег Іген
- «Не кусай сонце» Таніт Лі
- «Теплиця» Чарльз Штросс
- «Ліва рука темряви» Урсула К. Ле Гуїн
- «Сталевий пляж» Джон Варлі
- «Венера плюс Х» Теодор Стерджен
- «Жінка на краю часу» Мардж Пірсі